# Pierre Defoux
Pierre Dufoux, né le 16 mars 1924 à Arlon (province de Luxembourg) et mort le 3 février 2013 à Woluwe-Saint-Pierre (région de Bruxelles-Capitale), est un prêtre, artiste, auteur de bande dessinée, et enseignant belge.

## Biographie

### Jeunesse
Pierre Dufoux naît le 16 mars 1924 à Arlon,,. Il est le second d’une famille chrétienne de huit enfants. Son frère Max deviendra père de Scheut au Japon et son frère André sera prêtre du diocèse de Namur où il sera notamment doyen d’Andenne. Il effectue ses études secondaires au Collège Notre-Dame de la Paix à Namur. À l'âge de 18 ans, il décide d’entrer en religion chez les jésuites et il entre au noviciat le 14 septembre 1942, rejoignant ainsi à Guirsch le groupe de novices connu sous le nom de « belle et riche année ». S’ensuivent des années d’études de philologie classique et de philosophie, de régence à Léopoldville (l'actuelle Kinshasa) et à Charleroi et de théologie à Enghien avec les jésuites français. 

### Vie religieuse
Il est ordonné prêtre à Enghien en la fête de Saint-Ignace, le 31 juillet 1955. Après avoir été l’assistant du promoteur des missions, il rejoint le collège Saint-Servais à Liège comme aumônier des cadets et enseignant de 1959 à 1966. Puis, il enseigne au collège Saint-Michel de Bruxelles de 1966 à 1970. Ensuite, il participe activement à la réforme pédagogique au sein d’une équipe d’enseignants au collège de Godinne. Il met ainsi sur pied l’option arts d’expression et partage ses talents de peintre, de sculpteur,  d’écrivain, de scénariste, de conteur et de metteur en scène. Avec des membres de la communauté jésuite, il transforme la grande chapelle du collège. En 1988, il est retraité de l’enseignement et devient curé de Mont-Godinne. Il rejoint ensuite la communauté insérée dans le quartier de Plomcot à Namur où il est supérieur de 2002 à 2005. Parallèlement il fréquente assidûment l’école de devoirs du quartier. Les six années suivantes, il est membre de la communauté Notre-Dame de la Paix à Namur et il découvre qu’il souffre de la maladie de Parkinson. C’est pacifié, qu’il rejoint la Maison Saint-Claude La Colombière à Woluwe-Saint-Pierre en 2011.

### Vie artistique
Le père Pierre Defoux est un jésuite également actif dans plusieurs domaines artistiques pour lesquels il est autodidacte. 
L’éditeur Dupuis, conseillé par le P. Philippe Sonet, lui demande de dessiner une « histoire en images » pour célébrer les 400 ans de la mort de saint François Xavier. Il est ainsi l'auteur d'une bande dessinée historique intitulée Xavier, raconté par le ménestrel. Il dessine 75 pages à raison de deux par semaine dans Spirou à partir du no 774 du 12 février 1953 au no 815 au 26 novembre 1953, en signant du pseudonyme Le Ménestrel. Elle est dessinée dans un style ligne claire. Ces pages, en noir et blanc, paraîtront dans La Libre Belgique en 1990 et l'histoire est publiée en album aux Éditions Hélyode la même année. L'édition définitive comporte 17 pages supplémentaires de l'aventure inachevée Xavier au Japon. L’intégrale en 2 tomes est publiée 9 ans plus tard en couleurs aux éditions Coccinelle de Durbuy en 2002,. 
En 1962, il dessine 181 pages sur des textes de plusieurs jésuites le livre intitulé : Ces inutiles, propos sur la vie religieuse publié aux éditions Duculot. Il illustre également de nombreux livres comme Regarde qui te fait signe, manuels scolaires, revues, sans compter tous les dessins (humoristiques ou ironiques) qu’il offre à ses élèves, à ses amis, à ses paroissiens. Il passe du dessin à la peinture et aux fresques, aux sculptures. Il est aussi créateur de vitraux, aux céramiques, mais aussi aux pièces de théâtre et aux émissions de télévision scolaire.
Son œuvre entière a pour seul thème la religion. Les principaux dépositaires de ses œuvres sont les communautés jésuites, collège de Godinne, paroisses avoisinantes, collégiale d’Andenne, hôpital de Mont-Godinne.

### Décès
Il meurt le 3 février 2013 à Bruxelles, à l'âge de 88 ans,. Sa mort coïncide avec le 40e Festival international de la bande dessinée d'Angoulême, où plusieurs de ses planches originales du Xavier de 1953 et 1993 étaient exposées dans la cathédrale locale pour la deuxième fois,,. Il est inhumé dans le cimetière de Woluwe-Saint-Pierre.

## Œuvre

### Ouvrages
- Pierre Defoux, Ces inutiles, propos sur la vie religieuse, Gembloux, Duculot, 1962 (OCLC 418275886)
- Jean-Marie Schiltz et Pierre Defoux, Regarde qui te fait signe : cours de religion pour la première année du secondaire. Partie du maître, Bruxelles, Lumen Vitae, 1983 (OCLC 25733144)
- Jean-Marie Schiltz et Pierre Defoux, Mes pas dans tes pas, Bruxelles, Lumen Vitae, 1986 (OCLC 1400491502)
- Jean-Marie Schiltz, Pierre Defoux et Élise Pierre, Regarde qui te fait signe : élève, Bruxelles, Lumen Vitae, 26 janvier 1993 (ISBN 9782873240318)
- Pierre Defoux, Offrir ses services pour une meilleure célébration, Namur, Éditions Fidélité, 1993 (ISBN 2-87356-078-9)
- Pierre Defoux et Béatrice de Meester (auteur, illustrateur), Offrir ses services, Namur, Éditions Fidélité, 2019 (ISBN 9782873568214)

### Albums de bande dessinée
- 1. Xavier raconté par le Ménestrel[9], Hélyode, coll. « Coccinelle », Bruxelles, 1990
Scénario et dessin : Pierre Defoux - Couleurs : noir et blanc -  (ISBN 2-87353-000-6)
- 1. Ouvrir un avenir, Coccinelle BD, Durbuy, juin 2002
Scénario et dessin : Pierre Defoux - Couleurs : Thierry Faymonville -  (ISBN 2-930273-18-6)
- 2. Enjamber les limites, Coccinelle BD, Durbuy, juin 2002
Scénario et dessin : Pierre Defoux - Couleurs : Thierry Faymonville -  (ISBN 2-930273-19-4)

### En revues et périodiques

#### Vie consacrée
- Rodriguez sur Alphonse Rodríguez dans Vies Consacrées, de mars 1989 à novembre 1990, soit 11 planches[10].
- Frère Gribouille, qui, dans chaque numéro de la revue illustre le sommaire et commente chaque article d’une vignette humoristique. Il publie sans discontinuer jusqu’en novembre-décembre 2003, soit dans 78 numéros[10].

### Expositions
- Xavier, raconté par le Ménestrel, 50 ans pour achever une œuvre[11]
  - Basilique de Koekelberg du 24 juin au 18 juillet 2002 ;
  - Festival BD de Contern, Luxembourg, les 20 et 21 juillet 2002 ;
  - La Pairelle-Wépion, le 14 septembre 2002.
- Rétrospective Pierre Defoux, centre culturel La Vieille ferme à Godinne du 8 au 23 octobre 2011[12].
- Rétrospective Pierre Defoux à la librairie UOPC, Auderghem du 24 au 31 mars 2012[13].

### Collections publiques
65 œuvres de cet artiste sont conservées au Centre belge de la bande dessinée et font partie du patrimoine mobilier de la région Bruxelles-Capitale.

#### Livres
: document utilisé comme source pour la rédaction de cet article.
- Jean Pirotte (dir.) et Luc Courtois, Du régional à l'universel. : L'imaginaire wallon dans la bande dessinée., Louvain-la-Neuve, Fondation wallonne Pierre-Marie et Jean-François Humblet, 1999, 310 p. (ISBN 978-2-9600072-3-7 et 2960007239, OCLC 1075833932), p. 215 lire sur Google Livres
- Roland Francart et Paule Fostroy, La BD chrétienne, Paris, Éditions du Cerf, coll. « Bref » (no 50), 1994, 126 p., ill. ; 19 cm (ISBN 9782204050630 et 2204050636, OCLC 32088505, présentation en ligne), p. 61-63
- Jacques Fiérain, « Defoux, Pierre », dans La BD dans les provinces de Liège, Namur et Luxembourg, Charleroi, Éd. l'Âge d'or, 2004, 112 p., ill. ; 31 cm (ISBN 9782960019698, OCLC 470388297, présentation en ligne), p. 29.
- Robert Myle, Montrez-voir hommage à Pierre Defoux, Namur, Éditions Fidélité, 2011, 126 p., ill. ; 25 cm (ISBN 9782873565121 et 2873565128, OCLC 1400857947, présentation en ligne).

#### Périodiques
- Louis Cance, « Remember P. Defoux », Hop !, Aurillac, AEMEGBD, no 138,‎ juin 2013, p. 49 (ISSN 0768-9357).

#### Articles
- Freddy Gillain, « Pierre Defoux, une vie de talent », L'Avenir,‎ 15 octobre 2011 (lire en ligne , consulté le 21 février 2024)
- Laurent Turpin, « Décès d’un dessinateur du Journal de Spirou à Bruxelles… », BDzoom,‎ 8 février 2013 (lire en ligne, consulté le 21 février 2024).

### Vidéographie
- [vidéo] « Exposition "L'œuvre de Pierre Defoux" », sur YouTube, 2 octobre 2011